# Xestocephalus sidnicus
Xestocephalus sidnicus är en insektsart som beskrevs av George Willis Kirkaldy 1907. Xestocephalus sidnicus ingår i släktet Xestocephalus och familjen dvärgstritar. Inga underarter finns listade i Catalogue of Life.